# Jacob Ernst van den Arend

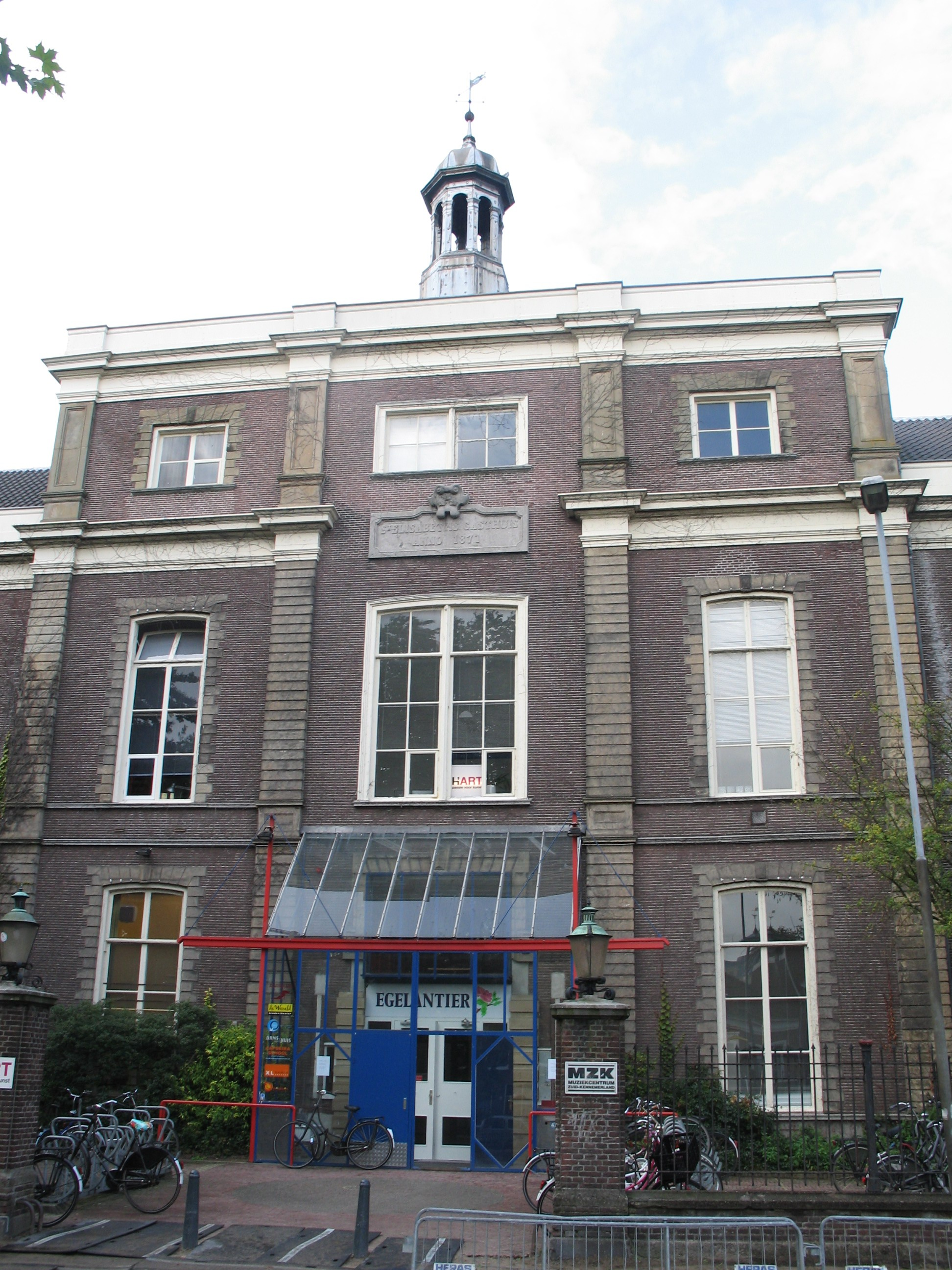
Het door Van den Arend ontworpen hoofdgebouw van het voormalige St.-Elisabethziekenhuis in Haarlem (2010)

Jacob Ernst van den Arend (Voorburg, 27 december 1819 - Haarlem, 15 juli 1895) was gemeente-architect van Haarlem.
Van den Arend ontwierp onder meer de Hogere Burger School (1864), het hoofdgebouw van het voormalige Sint Elisabeth Gasthuis (1871-'73) en het Stedelijk Gymnasium Haarlem (1879).